# Team RadioShack
Team RadioShack (Kod UCI: RSH) – amerykańska zawodowa grupa kolarska istniejąca w latach 2010–2011. Została rozwiązana pod koniec sezonu 2011, kiedy firma RadioShack Corporation zwróciła licencję World Tour do UCI.

## Sezony

### 2011

#### Skład
| Skład drużyny 2011                          | Skład drużyny 2011   | Skład drużyny 2011 | Skład drużyny 2011                  |
| Imię i nazwisko                             | Data urodzenia       | Państwo            | Poprzednia grupa                    |
| ------------------------------------------- | -------------------- | ------------------ | ----------------------------------- |
| Lance Armstrong                             | 18 września 1971     | Stany Zjednoczone  | Astana (2009)                       |
| Fumiyuki Beppu                              | 10 kwietnia 1983     | Japonia            | Skil-Shimano (2009)                 |
| Sam Bewley                                  | 22 lipca 1987        | Nowa Zelandia      | Trek Livestrong (2009)              |
| Janez Brajkovič                             | 18 grudnia 1983      | Słowenia           | Astana (2009)                       |
| Matthew Busche                              | 9 maja 1985          | Stany Zjednoczone  | Kelly Benefit Strategies (2009)     |
| Manuel António Cardoso                      | 7 kwietnia 1983      | Portugalia         | Footon-Servetto (2010)              |
| Philip Deignan                              | 7 września 1983      | Irlandia           | Cervélo TestTeam (2010)             |
| Ben Hermans                                 | 8 czerwca 1986       | Belgia             | Topsport Vlaanderen-Mercator (2009) |
| Chris Horner                                | 23 października 1971 | Stany Zjednoczone  | Astana (2009)                       |
| Robert Hunter                               | 22 kwietnia 1977     | Południowa Afryka  | Garmin-Transitions (2010)           |
| Markel Irizar                               | 5 lutego 1980        | Hiszpania          | Euskaltel-Euskadi (2009)            |
| Ben King                                    | 22 marca 1989        | Stany Zjednoczone  | Trek Livestrong U23 (2010)          |
| Andreas Klöden                              | 22 czerwca 1975      | Niemcy             | Astana (2009)                       |
| Michał Kwiatkowski                          | 2 czerwca 1990       | Polska             | Caja Rural (2010)                   |
| Levi Leipheimer                             | 24 października 1973 | Stany Zjednoczone  | Astana (2009)                       |
| Geoffroy Lequatre                           | 30 czerwca 1981      | Francja            | Agritubel (2009)                    |
| Tiago Machado                               | 18 października 1985 | Portugalia         | Madeinox Boavista (2009)            |
| Jason McCartney                             | 3 września 1973      | Stany Zjednoczone  | Saxo Bank (2009)                    |
| Robbie McEwen                               | 24 czerwca 1972      | Australia          | Katusha (2010)                      |
| Dmitrij Murawjow                            | 2 listopada 1979     | Kazachstan         | Astana (2009)                       |
| Nelson Oliveira                             | 6 marca 1989         | Portugalia         | Xacobeo Galicia (2010)              |
| Sérgio Paulinho                             | 26 marca 1980        | Portugalia         | Astana (2009)                       |
| Jarosław Popowycz                           | 4 stycznia 1980      | Ukraina            | Astana (2009)                       |
| Grégory Rast                                | 17 stycznia 1980     | Szwajcaria         | Astana (2009)                       |
| Sébastien Rosseler                          | 15 lipca 1981        | Belgia             | Quick Step (2009)                   |
| Iwan Rowny                                  | 30 września 1987     | Rosja              | Katusha (2009)                      |
| Bjorn Selander                              | 28 stycznia 1988     | Stany Zjednoczone  | Trek Livestrong (2009)              |
| Jesse Sergent                               | 8 lipca 1988         | Nowa Zelandia      | Trek Livestrong U23 (2010)          |
| Haimar Zubeldia                             | 1 kwietnia 1977      | Hiszpania          | Astana (2009)                       |
| George Bennett (1 sie–31 gru, stażysta)     | 7 kwietnia 1990      | Nowa Zelandia      | CR4C Roanne (2010)                  |
| Dale Parker (1 sie–31 gru, stażysta)        | 12 maja 1992         | Australia          |                                     |
| Jewgienij Szałunow (1 sie–31 gru, stażysta) | 8 stycznia 1992      | Rosja              |                                     |
|                                             |                      |                    |                                     |
| Źródło: UCI                                 |                      |                    |                                     |

### 2010

#### Skład
| Skład drużyny 2010                      | Skład drużyny 2010   | Skład drużyny 2010 | Skład drużyny 2010                  |
| Imię i nazwisko                         | Data urodzenia       | Państwo            | Poprzednia grupa                    |
| --------------------------------------- | -------------------- | ------------------ | ----------------------------------- |
| Lance Armstrong                         | 18 września 1971     | Stany Zjednoczone  | Astana (2009)                       |
| Fumiyuki Beppu                          | 10 kwietnia 1983     | Japonia            | Skil-Shimano (2009)                 |
| Sam Bewley                              | 22 lipca 1987        | Nowa Zelandia      | Trek Livestrong (2009)              |
| Janez Brajkovič                         | 18 grudnia 1983      | Słowenia           | Astana (2009)                       |
| Matthew Busche                          | 9 maja 1985          | Stany Zjednoczone  | Kelly Benefit Strategies (2009)     |
| Ben Hermans                             | 8 czerwca 1986       | Belgia             | Topsport Vlaanderen-Mercator (2009) |
| Chris Horner                            | 23 października 1971 | Stany Zjednoczone  | Astana (2009)                       |
| Daryl Impey                             | 6 grudnia 1984       | Południowa Afryka  | Barloworld (2009)                   |
| Markel Irizar                           | 5 lutego 1980        | Hiszpania          | Euskaltel-Euskadi (2009)            |
| Andreas Klöden                          | 22 czerwca 1975      | Niemcy             | Astana (2009)                       |
| Levi Leipheimer                         | 24 października 1973 | Stany Zjednoczone  | Astana (2009)                       |
| Geoffroy Lequatre                       | 30 czerwca 1981      | Francja            | Agritubel (2009)                    |
| Li Fuyu                                 | 9 maja 1978          | Chiny              | Trek-Marco Polo (2009)              |
| Tiago Machado                           | 18 października 1985 | Portugalia         | Madeinox Boavista (2009)            |
| Jason McCartney                         | 3 września 1973      | Stany Zjednoczone  | Saxo Bank (2009)                    |
| Dmitrij Murawjow                        | 2 listopada 1979     | Kazachstan         | Astana (2009)                       |
| Sérgio Paulinho                         | 26 marca 1980        | Portugalia         | Astana (2009)                       |
| Jarosław Popowycz                       | 4 stycznia 1980      | Ukraina            | Astana (2009)                       |
| Grégory Rast                            | 17 stycznia 1980     | Szwajcaria         | Astana (2009)                       |
| Sébastien Rosseler                      | 15 lipca 1981        | Belgia             | Quick Step (2009)                   |
| Iwan Rowny                              | 30 września 1987     | Rosja              | Katusha (2009)                      |
| José Luis Rubiera                       | 27 stycznia 1973     | Hiszpania          | Astana (2009)                       |
| Bjorn Selander                          | 28 stycznia 1988     | Stany Zjednoczone  | Trek Livestrong (2009)              |
| Gert Steegmans                          | 30 września 1980     | Belgia             | Katusha (2009)                      |
| Tomas Vaitkus                           | 4 lutego 1982        | Litwa              | Astana (2009)                       |
| Haimar Zubeldia                         | 1 kwietnia 1977      | Hiszpania          | Astana (2009)                       |
| Clinton Avery (1 sie–31 gru, stażysta)  | 3 grudnia 1987       | Nowa Zelandia      | PWS Eijssen (2010)                  |
| Taylor Phinney (1 sie–31 gru, stażysta) | 27 czerwca 1990      | Stany Zjednoczone  | Trek Livestrong U23 (2010)          |
| Jesse Sergent (1 sie–31 gru, stażysta)  | 8 lipca 1988         | Nowa Zelandia      | Trek Livestrong U23 (2010)          |
|                                         |                      |                    |                                     |
| Źródło: UCI                             |                      |                    |                                     |

## Ważniejsze sukcesy

### 2011
- Mistrz Japonii w wyścigu ze startu wspólnego: Fumiyuki Beppu
- Mistrz USA w wyścigu ze startu wspólnego: Matthew Busche
- Mistrz Japonii w jeździe indywidualnej na czas: Fumiyuki Beppu
- Mistrz Portugalii w jeździe indywidualnej na czas: Nelson Oliveira
- Mistrz Słowenii w jeździe indywidualnej na czas: Janez Brajkovič
- 1. miejsce, 5. etap Paryż-Nicea: Andreas Klöden
- 1. miejsce, klasyfikacja drużynowa Paryż-Nicea
- 1. miejsce, 4. etap Volta Ciclista a Catalunya: Manuel Cardoso
- 1. miejsce, klasyfikacja drużynowa Volta Ciclista a Catalunya
- 1. miejsce, klasyfikacja generalna Vuelta Ciclista al País Vasco: Andreas Klöden
- 1. miejsce, klasyfikacja punktowa Vuelta Ciclista al País Vasco: Andreas Klöden
- 1. miejsce, klasyfikacja generalna Tour de Suisse: Levi Leipheimer
- 1. miejsce, 4. etap (ITT) Eneco Tour: Jesse Sergent
- 2. miejsce, klasyfikacja generalna Paryż-Nicea: Andreas Klöden
- 2. miejsce, klasyfikacja generalna Vuelta Ciclista al País Vasco: Chris Horner

### 2010
- Mistrz USA w jeździe indywidualnej na czas: Taylor Phinney
- 1. miejsce, 6. etap (ITT) Vuelta Ciclista al País Vasco: Chris Horner
- 1. miejsce, klasyfikacja generalna Vuelta Ciclista al País Vasco: Chris Horner
- 1. miejsce, klasyfikacja drużynowa Tour de Romandie
- 1. miejsce, 3. etap (ITT) Critérium du Dauphiné: Janez Brajkovič
- 1. miejsce, klasyfikacja generalna Critérium du Dauphiné: Janez Brajkovič
- 1. miejsce, 10. etap Tour de France: Sérgio Paulinho
- 1. miejsce, klasyfikacja drużynowa Tour de France
- 2. miejsce, klasyfikacja generalna Tour de Suisse: Lance Armstrong
- 10. miejsce, klasyfikacja generalna Tour de France: Chris Horner